# Thomas Bonnin
Thomas Bonnin (Orléans, 10 mei 1989) is een Franse wielrenner. In 2010 won Bonnin de 4e etappe van de Ronde van de Aostavallei. Vanaf 2011 kwam Bonnin uit voor de professionele wielerploeg Skil-Shimano, vanaf 2012 Argos-Shimano genoemd.

## Palmares
2010
- 1e in 4e etappe Ronde van de Aostavallei

Wielerploegen van Thomas Bonnin
Arrieta ·
Bérard ·
Bonnafond ·
Bouet ·
Champion ·
Dessel ·
Dupont ·
Elmiger ·
Gadret ·
Gastauer ·
Goddaert · 
Hinault ·
A. Jefimkin ·
V. Jefimkin · 
Kadri ·
Krivtsov ·
Le Lay ·
Loubet ·
Mandri · 
Mondory ·
Nocentini ·
Ravard ·
Riblon ·
Roche ·
Rousseau · 
Smukulis ·
Turpin · 
Valjavec · 
Bonnin (stagiair) ·
Clarke (stagiair) ·
Teychenne (stagiair) 
Bonnin ·
Chaigneau ·
Curvers ·
Damuseau ·
De Backer ·
Docker ·
Doi ·
Feng ·
Fröhlinger ·
Geniez ·
Geschke ·
Huguet ·
van Hummel ·
Hupond ·
Ji · 
Kittel ·
Kluge ·
de Kort ·
Reimer ·
Sprick ·
Timmer ·
Veelers · 
van Zandbeek · 

Ludvigsson (stagiair) ·
Oostlander (stagiair) · 
Ries (stagiair)
Bonnin ·
Curvers ·
Damuseau ·
De Backer ·
Degenkolb ·
Doi ·
Dumoulin ·
Feng ·
Fröhlinger ·
Geniez ·
Geschke ·
Gretsch ·
Huguet ·
Hupond ·
Ji · 
Kittel ·
Klemme ·
Kluge ·
de Kort ·
Ludvigsson ·
Sinkeldam ·
Sprick ·
Stamsnijder ·
Timmer · 

Veelers · 
van Zandbeek ·
Ahlstrand (stagiair) ·
Barguil (stagiair) · 
Boswell (stagiair) 
Baldauf · Bonnin · Fiedler · Forberger · Forke · Fothen · Fuchs · Hooghiemster · Menville · Schäfer · Schmeiser · Schweizer · Thömel